# Vương Chấn Bằng (cầu thủ bóng đá)
Vương Chấn Bằng (Trung văn phồn thể: 王振鵬; Trung văn giản thể: 王振鹏, bính âm: Wáng Zhènpéng, sinh ngày 5 tháng 5 năm 1984) là một cầu thủ bóng đá chuyên nghiệp người Trung Quốc lớn lên tại Hồng Kông thi đấu ở vị trí thủ môn cho Kitchee SC tại giải bóng đá hạng nhất Hồng Kông.

## Sự nghiệp
Vương Chấn Bằng bắt đầu sự nghiệp bóng đá chuyên nghiệp của mình vào năm 2002 khi anh được thi đấu cho Đại Liên Thực Đức. Trong suốt mùa giải anh là sự lựa chọn thứ ba cho vị trí thủ môn và không được, tuy nhiên, đội bóng của anh giành danh hiệu mùa giải 2002 đó và đã nhận một huy chương. Thời gian của anh tại Đại Liên Thực Đức, anh đã đấu tranh để nhận được bất kỳ thời gian được ra sân và thậm chí anh sẽ đấu tranh để duy trì vị trí sự lựa chọn thứ ba của anh trong nhóm như các mùa tiến triển. Sau đó, Vương Chấn Bằng chuyển đến Hồng Kông để thi đấu cho câu lạc bộ Kitchee trong năm 2005 và ra mắt giải đấu của mình vào ngày 18 tháng 9 năm 2005 và đánh bại Tương Tuyết Thần Hy 2-0. Sau đó, anh tiếp tục trở thành sự lựa chọn số một của câu lạc bộ và thi đấu trong mười hai trò chơi vào cuối mùa giải 2005-06 giải đấu mà Kitchee giành chức vô địch tại Challenge Shield Hồng Kông, đứng thứ tư trong bảng xếp hạng.
Mùa giải tiếp theo sẽ thấy anh phải đối mặt với sự cạnh tranh gay gắt từ thủ môn Lý Kiện và chỉ thi đấu trong mười trận đấu, tuy nhiên anh đã có thể lấy lại vị trí của mình trong nhóm và chơi trong trận chung kết của Hồng Kông cao cấp Challenge Shield 23 tháng 12 năm 2007, nhưng Wang đã không có một trận đấu tốt và thấy mình cam kết hai sai lầm thủ môn dẫn đến Kitchee để thua 0-2 trước Đông Phương Sa Long. Mặc dù thất vọng anh vẫn là thủ môn chính của câu lạc bộ và chơi trong trận chung kết và giành League Cup Hồng Kông 2006-07 cũng như bắt đầu từ mùa giải sau là sự lựa chọn đầu tiên mà anh thi đấu trong mười lăm trận trong suốt chiến dịch 2007-08 liên minh. Bằng cách hoàn thành trong một nhà quản lý của câu lạc bộ Julio César Moreno sẽ quyết định đẩy anh trong mùa giải 2008-09 và thay thế bằng Tống Đào và Luciano, anh chỉ chơi sáu trận đấu vào cuối mùa giải.
Kitchee mời Josep Gombau là người huấn luyện viên mới của họ trong mùa giải 2009-10 và ông sẽ làm cho thủ môn Sergio Aure là lựa chọn số một của mình. Vương Chấn Bằng sẽ chỉ thi đấu trong năm trận đấu trong suốt mùa giải và ngồi trên băng ghế dự bị trong khi câu lạc bộ giành được Community Shield Hồng Kông năm 2009, tuy nhiên ông sẽ giành lại vị trí của mình là thủ môn chính của câu lạc bộ trong mùa giải 2010-11 giải đấu khi anh chơi trong tất cả, nhưng một trận đấu trong suốt mùa giải khiến Kitchee đã giành chức vô địch lần đầu tiên kể từ năm 1964.

## Sự nghiệp thi đấu
Tính đến ngày 6 tháng 5 năm 2017
| Câu lạc bộ        | Mùa giải  | Giải đấu                        | Giải đấu | Giải đấu | FA Cup & Shield | FA Cup & Shield | League Cup | League Cup | Châu Á | Châu Á | Tổng cộng | Tổng cộng |
| Câu lạc bộ        | Mùa giải  | Hạng                            | Trận     | Bàn      | Trận            | Bàn             | Trận       | Bàn        | Trận   | Bàn    | Trận      | Bàn       |
| ----------------- | --------- | ------------------------------- | -------- | -------- | --------------- | --------------- | ---------- | ---------- | ------ | ------ | --------- | --------- |
| Dalian Shide F.C. | 2002      | Chinese Jia-A League            | 0        | 0        | 0               | 0               | —          | —          | 0      | 0      | 0         | 0         |
| Dalian Shide F.C. | 2003      | Chinese Jia-A League            | 0        | 0        | 0               | 0               | —          | —          | 0      | 0      | 0         | 0         |
| Dalian Shide F.C. | 2004      | Chinese Super League            | 0        | 0        | 0               | 0               | —          | —          | 0      | 0      | 0         | 0         |
| Dalian Shide F.C. | 2005      | Chinese Super League            | 0        | 0        | 0               | 0               | —          | —          | 0      | 0      | 0         | 0         |
| Kitchee           | 2005–06   | Hong Kong First Division League | 12       | 0        | 4               | 0               | 5          | 0          | —      | —      | 21        | 0         |
| Kitchee           | 2006–07   | Hong Kong First Division League | 10       | 0        | 2               | 0               | 1          | 0          | —      | —      | 13        | 0         |
| Kitchee           | 2007–08   | Hong Kong First Division League | 16       | 0        | 3               | 0               | 6          | 0          | 6      | 0      | 31        | 0         |
| Kitchee           | 2008–09   | Hong Kong First Division League | 6        | 0        | 1               | 0               | 0          | 0          | —      | —      | 7         | 0         |
| Kitchee           | 2009–10   | Hong Kong First Division League | 6        | 0        | 0               | 0               | —          | —          | —      | —      | 6         | 0         |
| Kitchee           | 2010–11   | Hong Kong First Division League | 17       | 0        | 2               | 0               | 1          | 0          | —      | —      | 20        | 0         |
| Kitchee           | 2011–12   | Hong Kong First Division League | 18       | 0        | 2               | 0               | 3          | 0          | 7      | 0      | 30        | 0         |
| Kitchee           | 2012–13   | Hong Kong First Division League | 14       | 0        | 2               | 0               | —          | —          | 5      | 0      | 21        | 0         |
| Kitchee           | 2013–14   | Hong Kong First Division League | 16       | 0        | 1               | 0               | —          | —          | 8      | 0      | 28        | 0         |
| Kitchee           | 2014–15   | Hong Kong Premier League        | 11       | 0        | 2               | 0               | 2          | 0          | 9      | 0      | 24        | 0         |
| Kitchee           | 2015–16   | Hong Kong Premier League        | 13       | 0        | 3               | 0               | 5          | 0          | 7      | 0      | 28        | 0         |
| Kitchee           | 2016–17   | Hong Kong Premier League        | 17       | 0        | 3               | 0               | 0          | 0          | 1      | 0      | 21        | 0         |
| Tổng cộng         | Tổng cộng | Tổng cộng                       | 156      | 0        | 25              | 0               | 23         | 0          | 43     | 0      | 250       | 0         |

Apps – Appearances